# لین هویگیانگ

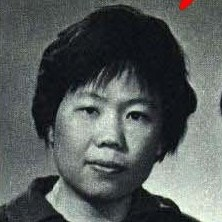
لین هویگیانگ - ۱۹۶۵

لین هویگیانگ (انگلیسی: Lin Huiqing؛ زادهٔ ) یک بازیکن تنیس روی میز اهل جمهوری خلق چین است.
وی در مسابقات کشوری و بین‌المللی در مجموع برنده ۵ مدال طلا، ۳ مدال نقره شده‌است.